# ناخن‌گیر

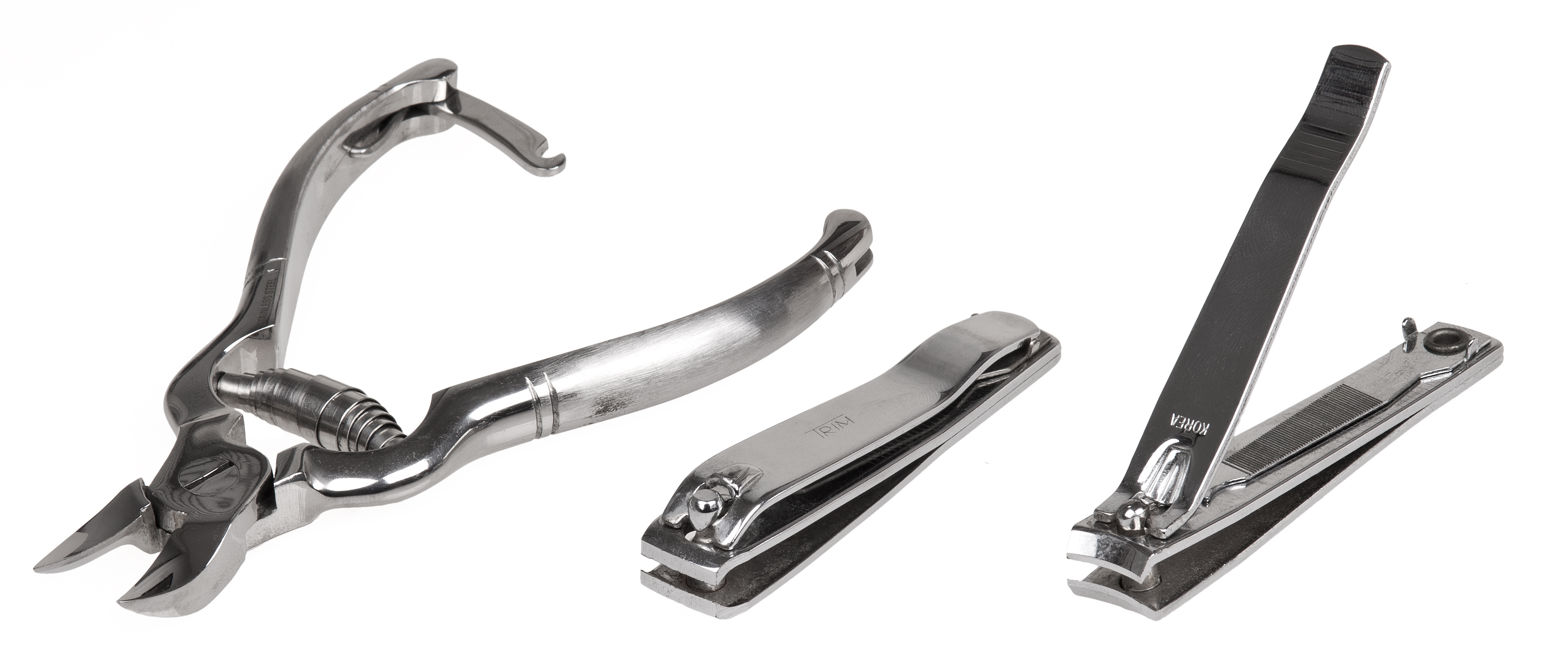
انواع ناخن‌گیر

ناخن‌گیر ابزاریست که دو تیغه هلالی شکل شبیه ناخن دارد و برای کوتاه کردن ناخنها ناخن را بین این دو تیغه قرار داده و کوتاه می‌کنند. ناخن‌گیرها برای حفظ سلامتی ناخن‌های دست و پا و تمیز نگه داشتن آن‌ها نقش مهمی ایفا می‌کنند.البته پزشکان توصیه میکنند که از ناخن گیر به صورت مشترک استفاده نشود و هر فرد باید ناخن گیر شخصی داشته باشد، چرا که امکان انتقال بیماری از این طریق بسیار زیاد است. ناخن‌گیرها معمولاً از فلزو استیل ساخته می‌شوند ولی از موادی مانند پلاستیک هم می‌شود برای تولید آن‌ها استفاده کرد.
مشخص نیست چه کسی این ابزار را اختراع کرده‌است، ولی برای اولین بار حق امتیاز برای طراحی بهتر و کاربردی تر ناخن‌گیر به یک آمریکایی، ولنتاین فگتری داده شد.
ناخن گیر از ترکیب اهرم نوع اول حالت دوم و گوه تشکیل شده‌است.